# Peggy’s Cove
Peggy’s Cove wurde 1811 als eine kleine Ortschaft an der Ostküste Kanadas in der Saint Margaret's Bay in Nova Scotia gegründet. Seit 1995 gehört Peggy’s Cove zum Gebiet der Halifax Regional Municipality (HRM). Das kleine Fischerdorf beherbergt heute 30 Einwohner, die das ganze Jahr im Ort leben.

## Geschichte
Peggy’s Cove wurde 1811 von sechs Familien deutscher Abstammung gegründet. Der erste urkundlich erwähnte Name der Bucht war jedoch bereits im Jahr 1766 als Eastern Point Harbour oder Peggs Harbour. Das Dorf ist wahrscheinlich nach der Saint Margaret's Bay (Peggy ist ein Spitzname für Margaret) benannt, die Samuel de Champlain, der französische Seefahrer, Geograph und Gründer der Stadt Québec nach seiner Mutter Marguerite Le Roy benannt hatte. Hinzu kommen zahlreiche Überlieferungen und Legenden, die den Namen der heutigen Ortschaft erklären sollen.
Gemäß einer statistischen Erfassung der Ansiedlungen in der Grafschaft Halifax (Statistical Return of the settlement in the County of Halifax) vom 31. Dezember 1827 waren 7 Familien mit insgesamt 44 Mitgliedern als Bewohner von Peggy’s Cove gezählt worden. Darunter ein Familienoberhaupt mit Namen Richard Dobbin und Jacob Keizer, die allesamt der anglikanischen Kirche angehörten.
Die 1883 erbaute neogotische Kirche St. John's Anglican Church wurde 1993 ins Register der historischen Orte Kanadas aufgenommen. Ebenso das bereits 1825 erbaute Holzgebäude The York Manuel Fish Shed and Store, das heute einen Souvenirshop beherbergt.
Die besondere Verbundenheit mit den Bewohnern von Peggy’s Cove, aber auch mit der Fischereizunft von Neuschottland manifestiert sich in dem Felsenrelief von William Edward deGarthe (1907–1983), einem Einwanderer aus Finnland. Es ist das „Fishermen’s Monument“, an dem er zusammen mit einem seiner Studenten von 1977 bis zu seinem Tod gearbeitet hatte und das man mitten im Örtchen bewundern kann. Der Künstler kam 1948 nach Peggy’s Cove, wo er zusammen mit seiner Frau ein Sommerhaus kaufte, das nach seinem Ableben in ein Museum umgewandelt wurde. Heute sind dort 65 Werke des Bildhauers und Malers ausgestellt, dessen wahrer Name Birger Edward Degerstedt ist.

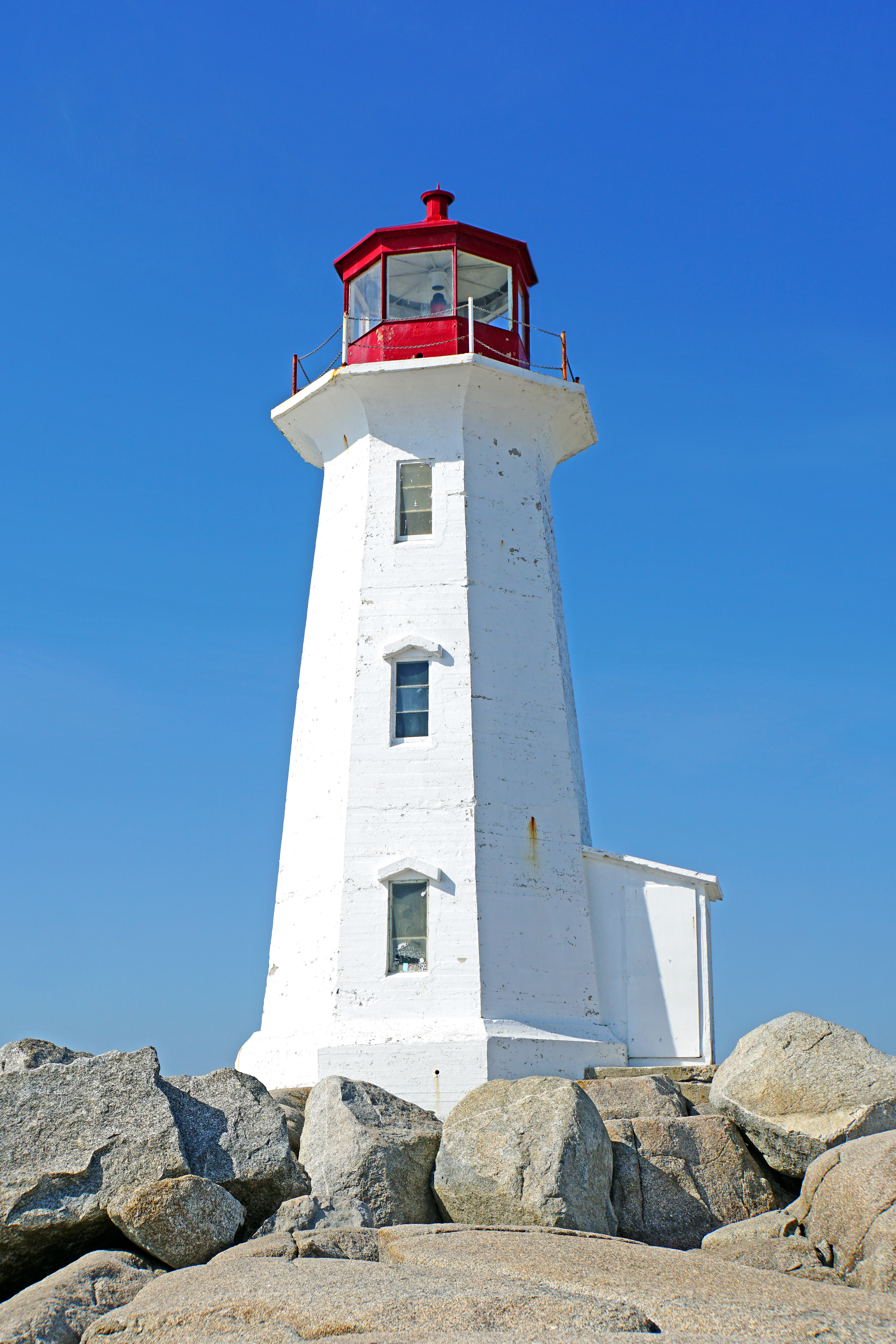
Der bekannteste Leuchtturm Kanadas, das Peggy’s Point Lighthouse.

## Tourismus
Peggy’s Cove ist eine der wichtigsten touristischen Sehenswürdigkeiten in Nova Scotia und ist die Hauptattraktion des Lighthouse Trails. Der berühmte Leuchtturm der Ortschaft markiert den östlichen Teil der Saint Margaret's Bay.
Dieser klassisch rot-weiße Leuchtturm, das Peggy’s Point Lighthouse, wurde ab 1958 automatisiert und steht immer noch im aktiven Dienst der kanadischen Küstenwache. Der Leuchtturm ist eines der meist fotografierten Gebäude der atlantischen Küste Kanadas und einer der am meisten fotografierten Leuchttürme der Welt. Am Leuchtturm befand sich ehemals ein kleines Büro der kanadischen Post, wo Besucher Postkarten mit einem speziellen Stempel verschicken konnten.
Seit dem Zweiten Weltkrieg ist der Tourismus die Haupteinnahmequelle der Ortschaft. Pro Jahr statten 2,4 Millionen Besucher dem Fischerdorf einen Besuch ab. Trotz des überaus starken Tourismus hat die Ortschaft nicht ihren rustikalen, typischen Charakter eines ostkanadischen Fischerdorfes verloren. Noch heute leben die Dorfbewohner vom Hummerfang, denn Peggy’s Cove liegt inmitten der reichen Hummerfanggebiete der nördlichen Atlantikküste vor Kanada und den USA.

Um die Ursprünglichkeit der Ortschaft zu erhalten, hat die Ortsverwaltung und die Provinzregierung äußerst strenge Regeln für die Bebauung und den Zuzug von neuen Bewohnern erlassen. Aktuell hat ein Ehepaar aus Toronto ein Grundstück mit mehreren historischen Gebäuden für 1,6 Millionen Dollar erworben. Der Kauf wurde offiziell im Mai 2021 bestätigt.

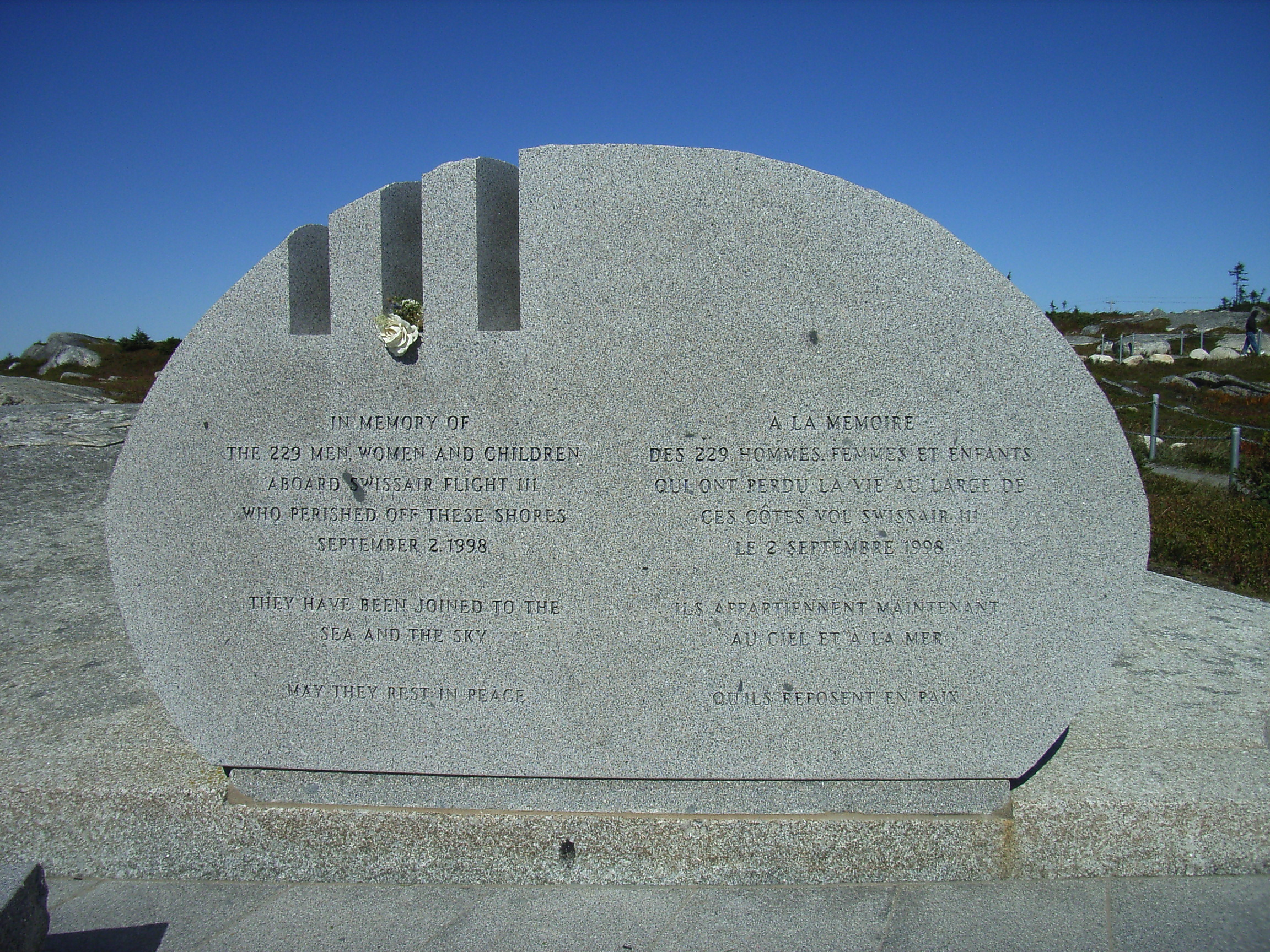
Gedenkstätte für den Flugzeugabsturz des Swissair-Flug 111 nahe Peggy’s Cove.

## Swissair-Flug 111
Die erste der beiden Gedenkstätten für den Flugzeugabsturz des Swissair-Flug 111 befindet sich ca. 1 km nordwestlich der Ortschaft, im Volksmund auch genannt The Whalesback. Am 2. September 1998 gegen 22:00 Ortszeit stürzte die McDonnell Douglas der Swissair auf dem Flug von New York nach Genf etwa 10 km vor Peggy’s Cove in den Atlantik.
Der Flug dauerte lediglich 73 Minuten, wie man bei der Auswertung des Flugdatenschreibers erkennen konnte. Die Maschine stürzte mit einer Geschwindigkeit von fast 555 km/h (300 Knoten) ins Meer. Bei dem Unglück kamen alle 215 Passagiere und 14 Besatzungsmitglieder ums Leben. Der Swissair-Flug 111 gehört bis heute zu den schwersten Zwischenfällen der zivilen Luftfahrt einer Fluggesellschaft aus dem deutschsprachigen Raum.
Die zweite Gedenkstätte ist eine wesentlich größere, die sich westlich der Absturzstelle in der Nähe des Bayswater Beach Provincial Park auf der Aspotogan-Halbinsel in Bayswater befindet, das 70 km von Peggy’s Cove entfernt liegt. Hier wurden die nicht identifizierten Überreste der Opfer beigesetzt. Zur Instandhaltung des Bayswater Memorial wurde ein Fonds eingerichtet und die kanadische Regierung verabschiedete ein spezielles Gesetz zur Anerkennung des Monuments.

## Galerie

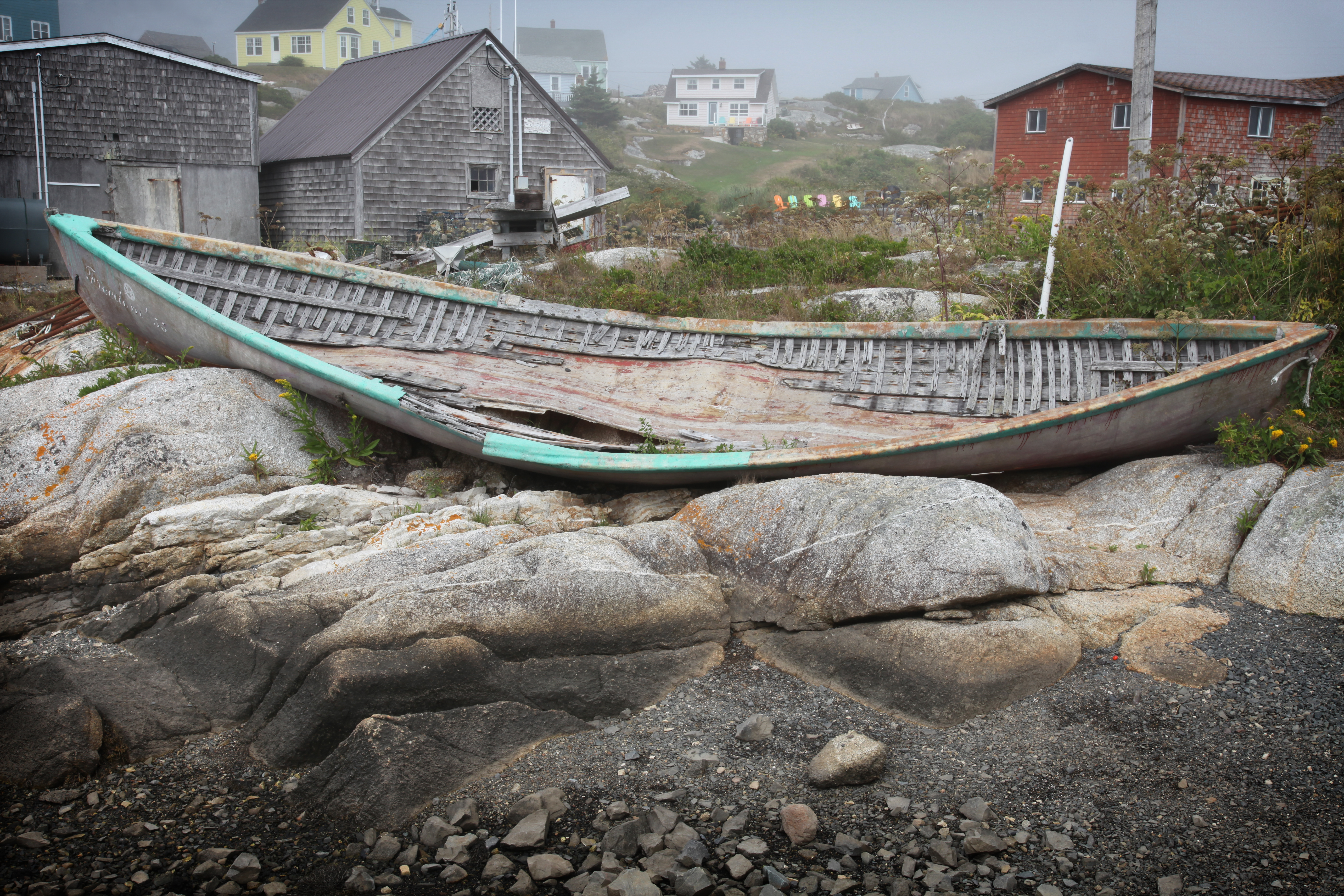
Altes Boot mitten in der Ortschaft (2019)
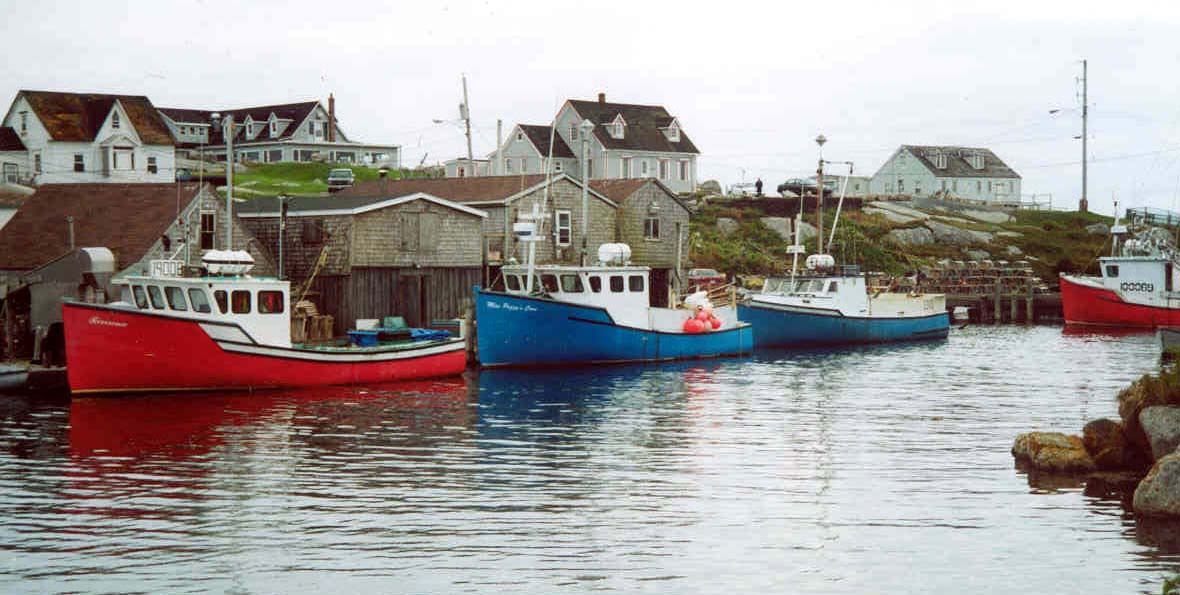
Schiffe im Hafen der kleinen Hummerflotte von Peggy’s Cove.
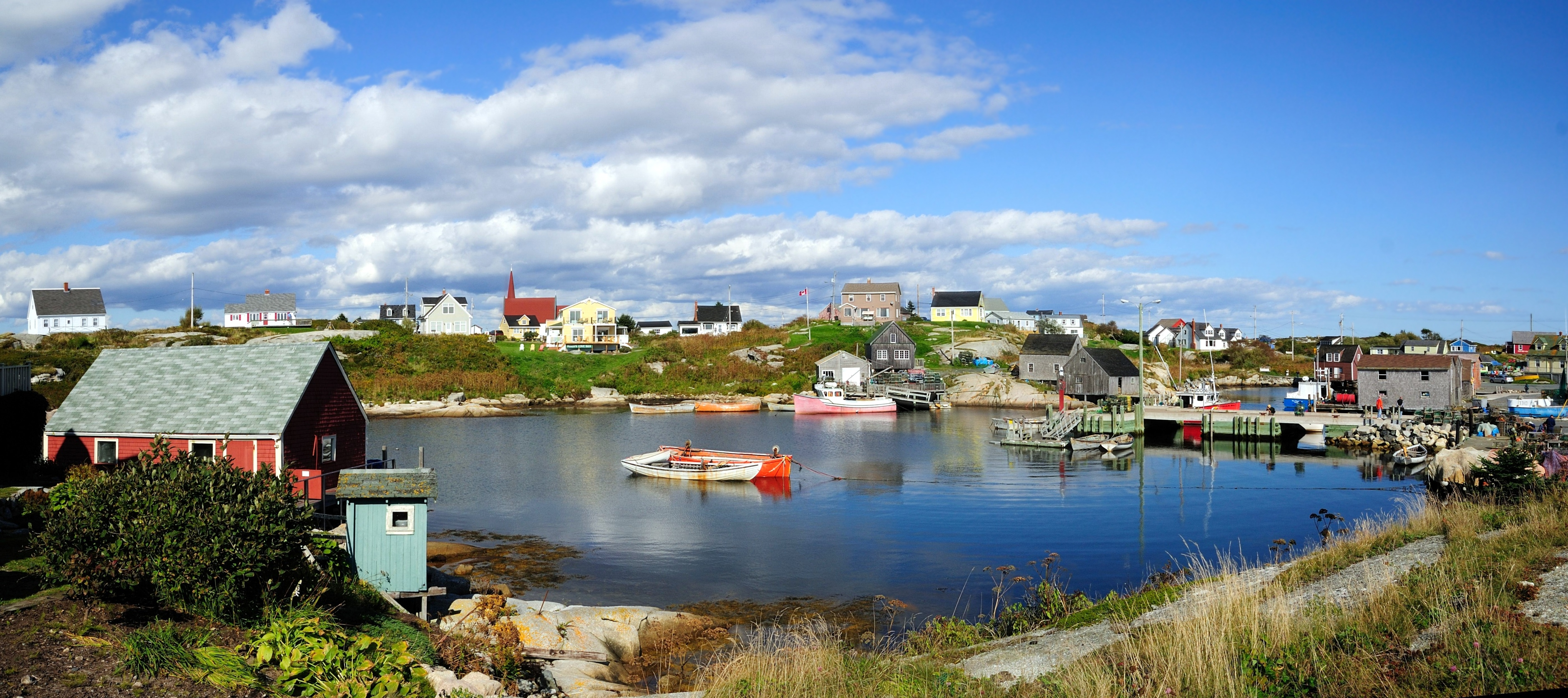
Ortsansicht mit dem Hafenbecken
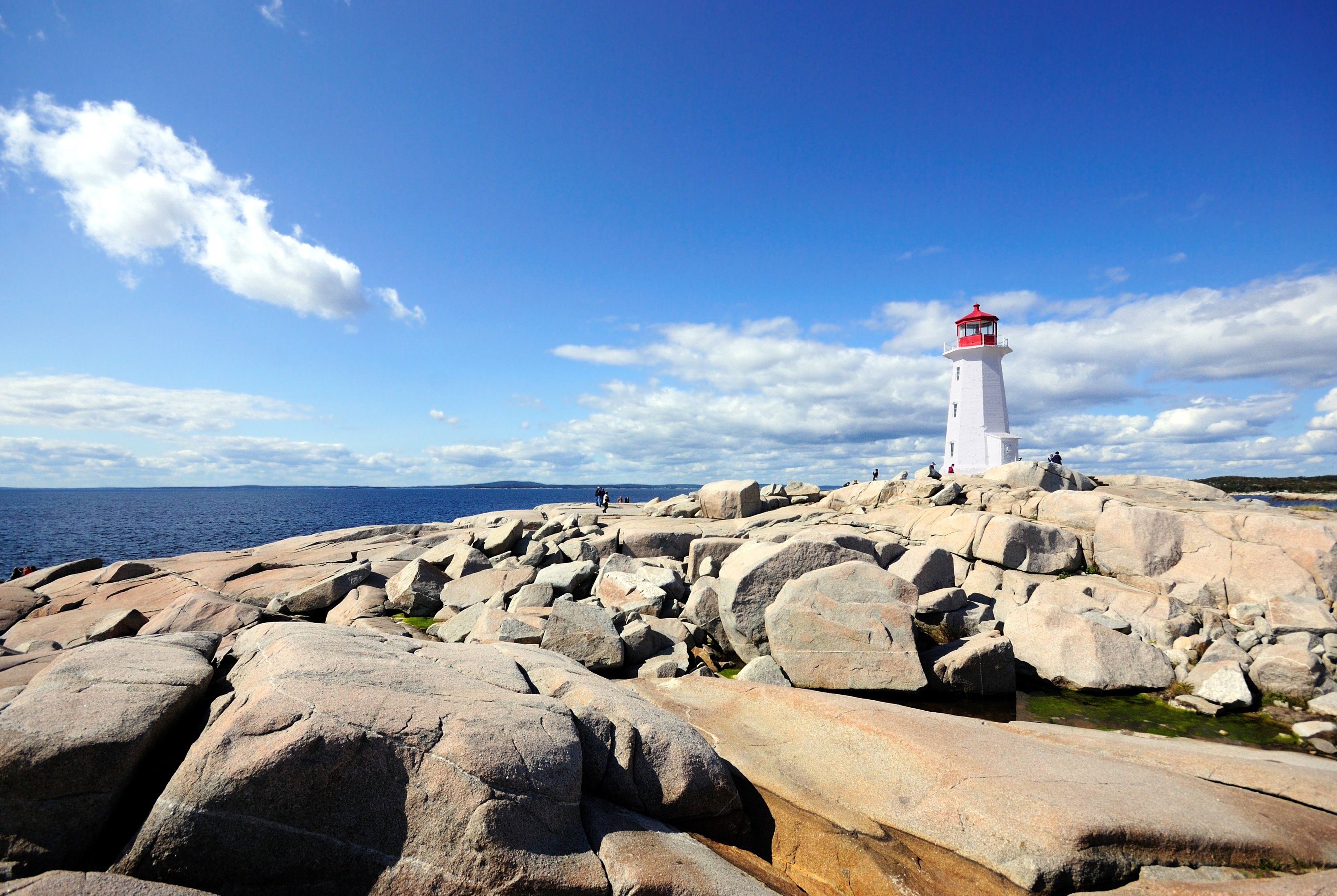
Leuchtturm Peggy’s Point
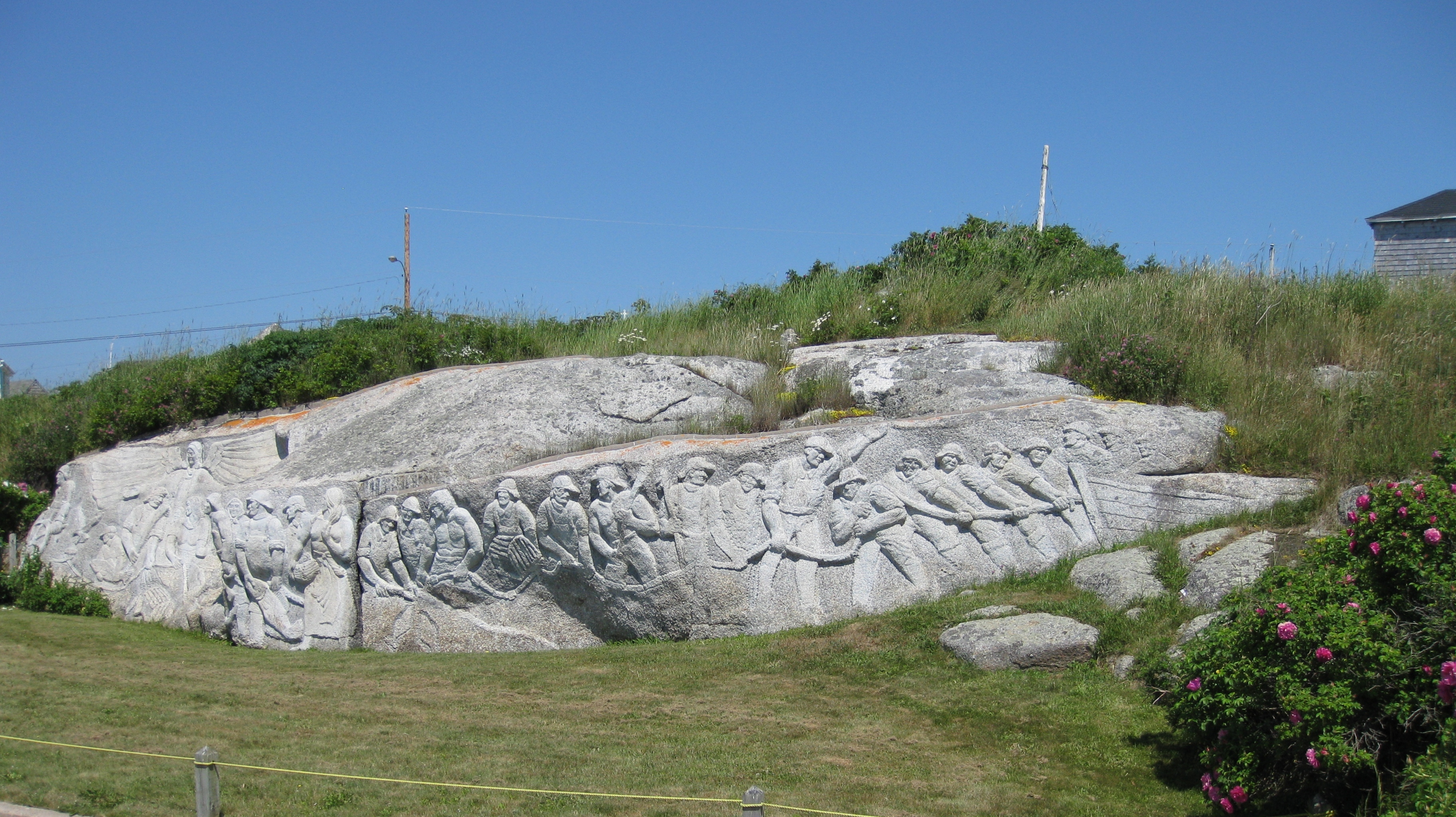
Felsenrelief von William Edward deGarthe: Das „Fishermen’s Monument“
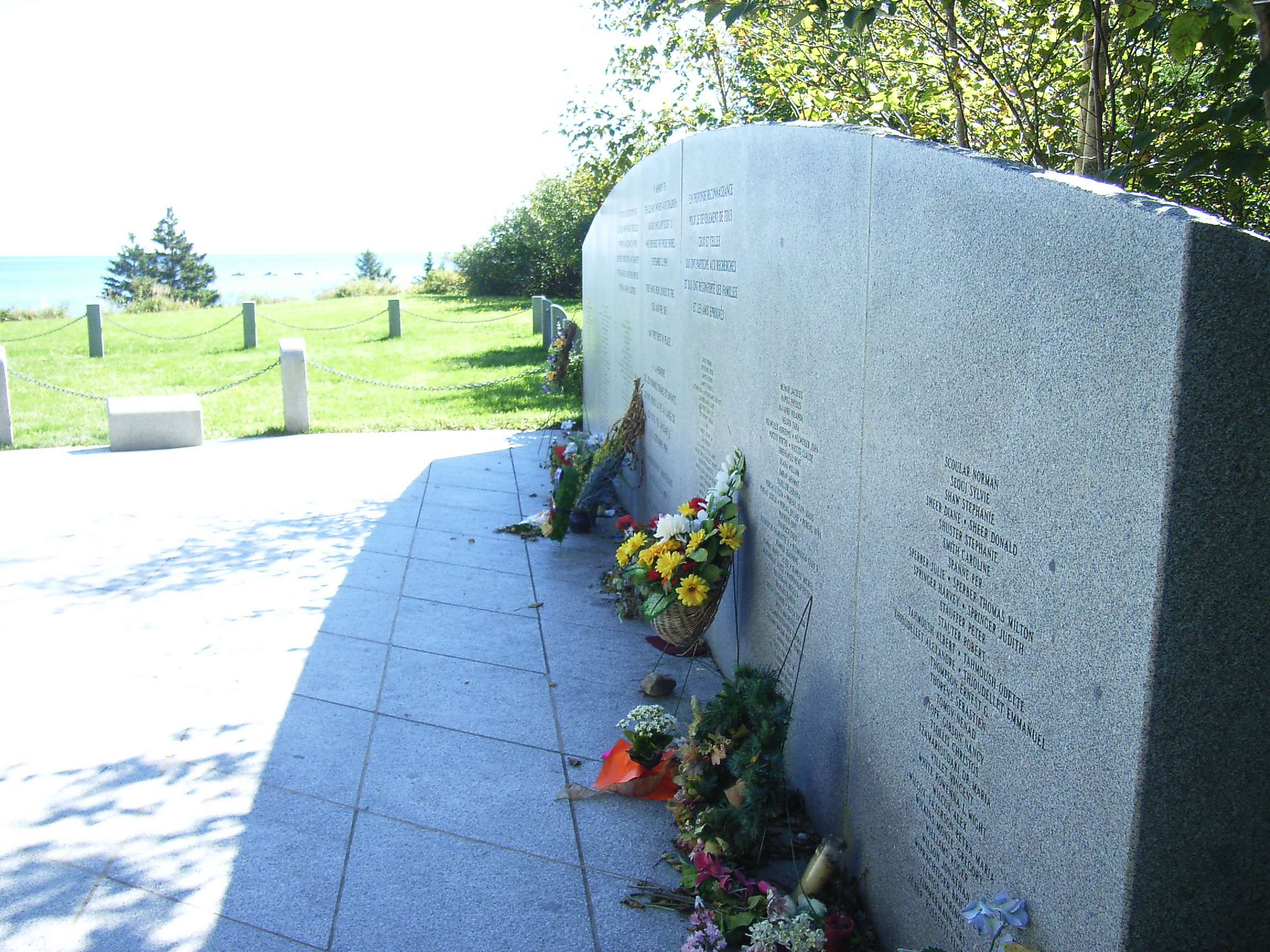
Die Gedenkstätte Bayswater Memorial

## Sonstiges
Die Serie Haven wird u. a. dort gedreht.